# Cantón de Saint-Martin-de-Valamas
El cantón de Saint-Martin-de-Valamas era una división administrativa francesa, que estaba situada en el departamento de Ardecha y la región de Ródano-Alpes.

## Composición
El cantón estaba formado por once comunas:
- Arcens
- Borée
- Chanéac
- Intres
- Lachapelle-sous-Chanéac
- La Rochette
- Saint-Clément
- Saint-Jean-Roure
- Saint-Julien-Boutières
- Saint-Martial
- Saint-Martin-de-Valamas

## Supresión del cantón de Saint-Martin-de-Valamas
En aplicación del Decreto nº 2014-148 de 13 de febrero de 2014, el cantón de Saint-Martin-de-Valamas fue suprimido el 22 de marzo de 2015 y sus 11 comunas pasaron a formar parte del nuevo cantón de Le Cheylard.